# Lampropeltis getula
La serpiente real común (Lampropeltis getula) es una especie de culebra de la familia Colubridae.
Se distribuye por el oeste y sur de Estados Unidos, por el norte de México  y de forma invasora, en Gran Canaria y Baleares.

## Descripción
Habita en bosques templados y de coníferas, en espacios abiertos y en zonas desérticas y semidesérticas. Se ha introducido de forma invasora en Gran Canaria, Islas Canarias (España). Es una serpiente constrictora, que se alimenta activamente (de día o de noche según la estación anual y distribución geográfica) de roedores, aves, lagartos, ranas y serpientes, incluyendo aquellas que son venenosas (son inmunes a esas sustancias tóxicas). Son culebras terrestres, aunque también son capaces de trepar por matorrales bajos y de nadar. Son hibernantes, variando el tiempo de hibernación según la latitud terrestre, siendo más prolongado en latitudes altas de su distribución que en latidudes bajas. Su mecanismo de defensa ante depredadores se basa en una fuerte mordedura y la expulsión de heces cuando son atrapadas.
Son animales ovíparos, con una longitud entre 1 y 2 metros y una longevidad de hasta 25 años en cautividad. Durante el apareamiento el macho se sitúa en la parte superior de la hembra y la muerde el cuello. Ésta pone alrededor de 12 huevos y los deposita en zonas calurosas como una capa vegetal en descomposición, madera podrida o cámaras subterráneas. Las crías, a su vez, tienen una longitud alrededor de 30 a 35 centímetros.

## Subespecies
Los diferentes patrones y diseños de la coloración varían mucho, por lo que el número de subespecies difiere de unos autores a otros. Comentamos 3 de ellas:
- Lampropeltis getula nigrita: serpiente real mexicana. Tiene una coloración negra en su totalidad, aunque los jóvenes pueden desarrollar un débil patrón de bandas.
- Lampropeltis getula splendida: serpiente desértica de Arizona. Tiene escamas brillantes y es de color negro aunque con abundantes manchas amarillas. Es activa cuando la temperatura es media entre frío y calor durante un corto período del año.
- Lampropeltis getula californiae: serpiente real de California. Esta subespecie presenta variabilidad de coloraciones, destacando aquellas que presentan bandas y aquellas que presentan franjas, pudiendo venir ambas de la misma puesta.